# Heteropoda dagmarae
Heteropoda dagmarae Jäger & Vedel, 2005 è un ragno di grandi dimensioni appartenente alla famiglia Sparassidae.

## Descrizione
Questa specie è diffusa nei territori settentrionali e centrali del Laos; ha abitudini notturne e vive nelle foreste. Caccia da arbusti,  alberi e dal bambù, appostandosi per prendere le sue prede in luoghi rialzati dal terreno (2-4 metri).